# 24 юли
24 юли е 205-ият ден в годината според григорианския календар (206-и през високосна). Остават 160 дни до края на годината.

## Събития
- 1799 г. – Наполеон I Бонапарт побеждава османската армия при Абукир в делтата на река Нил.
- 1824 г. – Публикувани са резултатите от първото в света социологическо допитване във връзка с предстоящите президентски избори в САЩ.
- 1911 г. – Американският изследовател Хирам Бингъм открива в Андите считания дотогава само за легенда град на инките Мачу Пикчу.
- 1923 г. – В Швейцария е подписан Лозанския договор, с който се уреждат териториалните въпроси в Мала Азия, свързани с делението на Османската империя, и се определят границите на съвременна Турция.
- 1969 г. – Програма Аполо: На Земята успешно се завръща американският пилотиран космически апарат Аполо 11, извършил полет до Луната.
- 1974 г. – В енергийната мрежа на Народна република България е пуснат първият електрически ток, произведен в АЕЦ Козлодуй.
- 1990 г. – VII велико народно събрание на България прекратява правомощията на президента Петър Младенов и открива процедура по избор на нов президент.
- 2001 г. – Симеон Сакскобургготски, който е последният цар на България, докато е дете, полага клетва за министър-председател на България и така става първият монарх в световната история, който си възвръща властта чрез демократични избори.
- 2002 г. – Алфред Моисиу става президент на Албания.
- 2005 г. – Ланс Армстронг побеждава за седми пореден път на Тур дьо Франс.
- 2007 г. – Либия екстрадира всичките шест българи, задържани по ХИВ делото в Либия.
- 2010 г. – Повече от 80 000 души от цял свят записват своето ежедневие на видео и го изпращат на „Ютюб“ за инициативата Life In A Day (Един ден от живота).
- 2014 г. – Самолетът при полет 5017 на „Еър Алжери“ губи връзка с авиодиспечерите 50 минути след излитане. Самолетът пътува между Уагадугу, Буркина Фасо и Алжир, Алжир. Останките по-късно са открити в Мали. Всички 116 души на борда загиват.

## Родени
- 1783 г. – Симон Боливар, южноамерикански генерал († 1830 г.)
- 1802 г. – Александър Дюма-баща, френски романист († 1870 г.)
- 1803 г. – Адолф Адам, френски композитор († 1856 г.)
- 1815 г. – Арно Мишел д'Абади, френски изследовател († 1893 г.)
- 1828 г. – Николай Чернишевски, руски писател († 1889 г.)
- 1846 г. – Елън Стоун, американска мисионерка († 1927 г.)
- 1854 г. – Константин Иречек, български политик († 1918 г.)
- 1857 г. – Хенрик Понтопидан, датски писател, Нобелов лауреат през 1917 г. († 1943 г.)
- 1860 г. – Алфонс Муха, чешки живописец († 1939 г.)
- 1864 г. – Франк Ведекинд, немски писател († 1918 г.)
- 1865 г. – Стефан Богданов, български военен деец († 1937 г.)
- 1867 г. – Лука Иванов, български офицер († 1906 г.)
- 1867 г. – Михаил Сапунаров, български военнослужещ († 1959 г.)
- 1878 г. – Едуард Дансени, ирландски писател († 1957 г.)
- 1880 г. – Ернест Блох, швейцарски композитор († 1959 г.)
- 1887 г. – Димитър Бъров, български юрист и политик, първи ректор на Стопанска академия – Свищов († 1961 г.)
- 1897 г. – Амелия Еърхарт, американски авиатор († 1939 г.)
- 1900 г. – Иван Фунев, български скулптор († 1983 г.)
- 1901 г. – Илия Бешков, български художник († 1958 г.)
- 1911 г. – Христо Кърпачев, български поет († 1943 г.)
- 1914 г. – Боян Боянов, български стоматолог († 1996 г.)
- 1914 г. – Филип Филипов, български режисьор († 1983 г.)
- 1919 г. – Тодор Динов, български карикатурист († 2004 г.)
- 1927 г. – Минко Балкански, български физик
- 1933 г. – Джон Анистън, американски актьор († 2022 г.)
- 1934 г. – Христо Мермерски, български агробиолог и политик († 2022 г.)
- 1938 г. – Жозе Алтафини, италиански футболист
- 1939 г. – Светла Протич, българска пианистка
- 1942 г. – Ирина Мирошниченко, руска актриса
- 1948 г. – Йордан Кръчмаров, български поет († 1986 г.)
- 1949 г. – Асен Гаргов, български поп певец, музикант и композитор († 2017 г.)
- 1949 г. – Йозеф Пирунг, германски футболист († 2011 г.)
- 1953 г. – Валерия Фол, българска траколожка
- 1959 г. – Здравка Евтимова, българска писателка
- 1963 г. – Карл Малоун, американски баскетболист
- 1965 г. – Дъг Лайман, американски режисьор
- 1969 г. – Дженифър Лопес, американска актриса
- 1970 г. – Ели Кокину, гръцка певица
- 1970 г. – Росен Петров, български водещ
- 1971 г. – Дино Баджо, италиански футболист
- 1976 г. – Лора Фрейзър, шотландска актриса
- 1981 г. – Съмър Глау, американска танцьорка
- 1982 г. – Ана Пакуин, американска актриса
- 1983 г. – Иван Стоянов, български футболист
- 1983 г. – Даниеле Де Роси, италиански футболист
- 1986 г. – Вугар Гашимов, азербайджански шахматист († 2014 г.)

## Починали
- 1655 г. – Фридрих фон Логау, германски поет (* 1604 г.)
- 1862 г. – Мартин Ван Бурен, 8-и президент на САЩ (* 1782 г.)
- 1927 г. – Рюноске Акутагава, японски писател (* 1892 г.)
- 1944 г. – Иван Миндиликов, общественик, политик и кмет на Плевен (* 1898 г.)
- 1948 г. – Пенчо Златев, български генерал (* 1883 г.)
- 1957 г. – Методи Андонов-Ченто, македонски политик и антифашист (* 1902 г.)
- 1957 г. – Саша Гитри, френски актьор, режисьор, сценарист и драматург (* 1885 г.)
- 1969 г. – Витолд Гомбрович, полски романист и драматург (* 1904 г.)
- 1972 г. – Петко Стайнов, български политик (* 1890 г.)
- 1974 г. – Сър Джеймс Чадуик, английски физик, Нобелов лауреат през 1935 г. (* 1891 г.)
- 1980 г. – Питър Селърс, британски комик (* 1925 г.)
- 1986 г. – Хиндо Касимов, български актьор (* 1934 г.)
- 1986 г. – Фриц Липман, американски биохимик от немски произход, Нобелов лауреат през 1953 г. (* 1899 г.)
- 1991 г. – Исаак Башевис Сингер, американски писател от полско-еврейски произход, Нобелов лауреат през 1978 (* 1902 г.)
- 1995 г. – Халед Багдаш, сирийски политик (* 1912 г.)
- 1997 г. – Брайън Глоувър, британски актьор (* 1934 г.)
- 2004 г. – Кръстана Стоева, българска скиорка, състезателка по ски бягане (* 1941 г.)
- 2007 г. – Албърт Елис, американски психолог (* 1913 г.)
- 2023 г. – Сейичи Моримура, японски писател (* 1933 г.)[1]
- 2023 г. – Тревър Франсис, английски футболист (* 1954 г.)[2]
- 2025 г. – Хълк Хоган, американски кечист и актьор (* 1953 г.)

## Празници
- Св. вмчца Христина